# العيون الجافة (فلم)
'العيون الجافة هو فيلم فرنكوفوني، مغربي، فرنسي من إخراج نرجس النجار، تم عرضه بقاعات السينما سنة 2003 في مهرجان كان السينمائي.

## الممثلين
- سهام أسيف : هالة
- خالد بنشكرة : فهد
- راوية : مينة
- رفيقة بلحاج : زينب

## روابط خارجية
- مقالات تستعمل روابط فنية بلا صلة مع ويكي بيانات